# Sinfonietta nr. 1 (Bate)
Stanley Bate voltooide zijn Sinfonietta nr. 1 opus 22 in 1938. 
De componist had net studies afgerond bij Nadia Boulanger en Paul Hindemith. Echter hij schreef in die jaren voornamelijk muziek voor het theater, voor toneelstukken en balletten. Andere werken van hem haalden eveneens de concertzaal, maar de sinfonietta bleef op de plank liggen. Pas vier jaar later werd het gespeeld tijdens het ISCM-festival dat werd gehouden in San Francisco, Californië. Willem van den Burg leidde de première op 2 augustus 1942, hij stond voor een jeugdorkest. Het werk werd toen goed ontvangen en het werd een aantal keren op Amerikaanse lessenaars gezet, waaronder door Serge Koussevitzky. Pas in 1952 bereikte het werk Britse oren dankzij een radio-uitzending. Daarna verdween het werk op de plank. Dutton Vocalion, verantwoordelijke voor de uitgave in 2011, vermeldde dat dat tevens de eerste (digitale) opname was.
Het werk kent vier delen:
- Presto
- Andante
- Presto
- Andante- presto

Orkestratie:
- 2 dwarsfluiten, 2 hobo’s, 2 klarinetten, 2 fagotten
- 4 hoorns, 2 trompettem, 2 trombones
- percussie
- violen, altviolen, celli, contrabassen